# Харливил (Јужна Каролина)
Харливил (енгл. Harleyville) град је у америчкој савезној држави Јужна Каролина.

## Демографија
По попису из 2010. године број становника је 677, што је 83 (14,0%) становника више него 2000. године.
| Група             | 2000.       | 2010.       |
| Белци             | 352 (59,3%) | 437 (64,5%) |
| Афроамериканци    | 228 (38,4%) | 218 (32,2%) |
| Азијати           | 0 (0,0%)    | 4 (0,6%)    |
| Хиспаноамериканци | 7 (1,2%)    | 9 (1,3%)    |
| Укупно            | 594         | 677         |